# Eschlspitz
Eschlspitz ist ein Ortsteil der Gemeinde Leiblfing in Niederbayern. Er liegt etwa 3 km nordwestlich vom Ortskern auf einer Anhöhe nordöstlich des Weiherbergs. In der historischen Uraufnahme (1808–1864) ist dieses Gebiet als „herrschaftlich-geldofingische Waldung Eschlspitz“ bezeichnet. Benachbarte Ortsteile sind die Streusiedlung Schwimmbach im Südwesten und Eschlbach im Norden.
In Eschlspitz befindet sich die "Bairische Ölmanufaktur", welche regionale Speiseöle herstellt.

## Belege
1. ↑  Gemeinde Leiblfing. In: Bayern-Portal. Abgerufen am 5. Juli 2023.

Koordinaten: 48° 47′ N, 12° 29′ O